# Триплатинагептастронций
Триплатинагептастронций — бинарное неорганическое соединение
платины и стронция
с формулой Sr7Pt3,
кристаллы.

## Получение
- Сплавление стехиометрических количеств чистых веществ:

{\displaystyle {\mathsf {3Pt+7Sr\ {\xrightarrow {715^{o}C}}\ Sr_{7}Pt_{3}}}}

## Физические свойства
Триплатинагептастронций образует кристаллы
ромбической сингонии,
пространственная группа P nma,
параметры ячейки a = 0,7937 нм, b = 2,4333 нм, c = 0,71019 нм, Z = 4
.
Соединение образуется по перитектической реакции при температуре 715°С .